# جی‌تی لروی (فیلم)
جی‌تی‌ لروی (به انگلیسی: JT LeRoy) فیلمی محصول سال ۲۰۱۸ و به کارگردانی مری استوارت مسترسون است. در این فیلم بازیگرانی همچون کریستن استوارت، لورا درن، کلوین هریسون جونیور، کورتنی لاو، جیمز جاگر، داو براون، جیم استرجس، دیانه کروگر و اریک پلاموندون ایفای نقش کرده‌اند.